# Estatut d'Autonomia d'Andalusia

Escut d'Andalusia

L'Estatut d'Autonomia d'Andalusia és el text jurídic que regula el règim autonòmic d'Andalusia.
Andalusia va accedir a l'autonomia mitjançant la denominada via ràpida, recollida en l'article 151 de la Constitució espanyola de 1978. Seguint aquest procediment, es constituirà la Comunitat Autònoma d'Andalusia el 28 de febrer de 1980, declarant en l'article 1º del seu Estatut d'autonomia que tal autonomia està justificada en la "identitat històrica, en l'autogovern que la Constitució permet a tota nacionalitat, en plena igualtat a la resta de nacionalitats i regions que componguin Espanya, i amb un poder que emana de la Constitució i el poble andalús reflectit en el seu Estatut d'Autonomia.

## Estatut d'Autonomia de 1981
El 30 de desembre de 1981 fou aprovat el primer estatut d'autonomia. Va ser publicat al BOE de l'11 de gener de 1982.
L'estatut del 1981, endemés de declarar en el prèmbul Blas Infante com a pare de la pàtria andalusa, estableix que el govern autònom estarà en mans de la Junta d'Andalusia, que estarà integrada pel Parlament d'Andalusia, pel President de la Junta d'Andalusia i pel Consell de Govern de la Junta d'Andalusia. El Parlament detindrà el poder legislatiu i serà escollit cada quatre anys.

## Estatut d'Autonomia de 2007
El 18 de febrer de 2007 es va celebrar un referèndum per a la reforma de l'estatut andalús. A la pregunta "Aprova el projecte d'Estatut d'Autonomia per a Andalusia?", el poble andalús va respondre:
| Cens          | 6.045.560 |        |
| Cens escrutat | 6.045.560 | 100%   |
| Total votants | 2.193.497 | 36,28% |
| Abstenció     | 3.852.063 | 63,72% |
| Vots nuls     | 20.966    | 0,96%  |
| Vots vàlids   | 2.172.531 | 99,04% |

| SÍ       | 1.899.860 | 87,45% |
| NO       | 206.001   | 9,48%  |
| En blanc | 66.670    | 3,07%  |

Dues coses destaquen d'aquest resultat: l'altíssima abstenció (més del 60% s'abstenen) i la pràctica unanimitat de percentatge de vots a favor sobre els votants (més del 85% dels votants voten «sí»).2019
Aquest nou estatut va ser aprovat com la Llei Orgànica 2/2007, de 19 de març.